# Pommelien Thijs
Pommelien Thijs (Kessel, 4 avril 2001) est une actrice et chanteuse belge. Thijs a acquis une certaine notoriété en tant qu'actrice, avec des rôles principaux dans la série #LikeMe de Ketnet et la série Knokke Off de VRT-Netflix. Depuis 2020, elle mène également une carrière solo en tant que chanteuse, avec cinq titres ayant atteint la première place dans le Ultratop 50 Singles.

## Biographie
Pommelien est née en 2001 à Anvers et a grandi à Kessel.
En 2012, elle présente avec quatre autres jeunes l'émission zoo-reporters diffusée sur Ketnet. Entre 2012 et 2013, elle joue le rôle principal dans la comédie musicale Annie au Stadsschouwburg Antwerpen et au Capitole de Gand. En 2013, elle présente avec Rémi de Smet le programme Jij kiest! (tu choisis). En 2014, elle joue le rôle de Miranda dans le film Labyrinthus.
Un an plus tard, elle est visible dans un épisode de Vriendinnen, dans le rôle de Laura Demuynck. Cette même année, elle prête sa voix à Cathy dans la version flamande du film Les Oiseaux de passage, paru en Flandre sous le nom de Piepkuikens.
En 2019, elle obtient le rôle principal dans la série flamande #LikeMe, dans laquelle elle interprète le rôle de Caroline Timmers. Le 7 avril 2019, la chanteuse, accompagnée du reste du casting de #LikeMe, a organisé deux concerts au Lotto Arena d'Anvers.
En 2020, Thijs a joué le rôle d'Ella, la voisine, dans le film de Noël et familial flamand Le Famille Claus. Pour ce film, elle a également écrit et interprété la chanson titre ''Still Here''. En 2021, la suite  La Famille Claus 2 (nl) est sortie, et en 2022, Le Famille Claus 3 a été diffusé, dans lequel elle a repris son rôle d'Ella.
Fin 2020, elle a chanté le duo Nu wij niet meer praten avec Jaap Reesema. À 19 ans, Thijs est ainsi devenue la plus jeune chanteuse flamande à avoir atteint la première place des classements aux Pays-Bas et en Flandre. Le 21 octobre 2021, elle a signé un contrat avec Sony Music Entertainment.
En mai 2023, Thijs a joué le rôle principal dans la série de fiction ''Knokke Off'' . Cette série était diffusée sur Eén/VRT MAX en Belgique et sur Netflix aux Pays-Bas. Depuis le 7 décembre, ''Knokke Off'' est disponible dans le monde entier sur Netflix sous le titre ''High Tides''. Plus tard, il a été annoncé que la série aurait une deuxième saison.

## Filmographie

### Cinéma
- 2014 : Labyrinthus - Miranda
- 2020 : La Famille Claus (nl) - Ella
- 2021 : La Famille Claus 2 (nl) - Ella
- 2022 : La Famille Claus 3 (nl) - Ella
- 2025 : Patser 2 - Femke

### Séries télévisées
- 2014-2015 : Vriendinnen (nl) - Laura Demuynck
- 2019 : #LikeMe - Caroline Timmers
- 2023 : Knokke Off - Louise

## Discographie

### Singles
- 2020 : Nu wij niet meer praten (featuring Jaap Reesema) (Nr. 1 Pays-Bas et Flandre)
- 2021 : Tranen (featuring Kris Kross Amsterdam & Kraantje Pappie
- 2022: Ongewoon (Nr. 1 Flandre)
- 2022: Zilver
- 2022: Hypothetisch
- 2023: Erop of Eronder (Nr. 1 Flandre)
- 2023: Medeplichtig
- 2023: Hou mij vast (featuring Bazart)
- 2024: Het beste moet nog komen (Nr. 1 Flandre)
- 2024: Het midden (featuring Meau) (Nr. 1 Flandre et Nr. 24 Pays-bas)

### Album
- 2023: Per Ongeluk (Nr. 1 Flandre et Nr. 18 Pays-bas)